# ジシクロペンタジエン
ジシクロペンタジエン（dicyclopentadiene、略称: DCPD）は、化学式C10H12で表される有機化合物である。室温では、樟脳様芳香を有する白色結晶性固体である。エネルギー密度は10,975 Wh/L。ジシクロペンタジエンはナフサおよび重油の水蒸気分解によるエチレンの生産時に大量に共生産される。主な用途はレジン、特に不飽和ポリエステルレジンである。また、インクや接着剤、塗料にも使用される。高エネルギー燃料の一種でもある。独特の臭気を有する。常温で固体。消防法による第4類危険物 第2石油類に該当する。
全世界の上位7社による2001年の年間生産量は179キロトンである。

## 反応性
150°C以上で加熱すると、ジシクロペンタジエンは逆ディールス・アルダー反応により無機化学においてよく知られている配位子であるシクロペンタジエニルアニオンの前駆体であるシクロペンタジエンを与える。この反応は可逆的であり室温ではシクロペンタジエンはゆっくりと二量化しジシクロペンタジエンが再生成される。
ジシクロペンタジエンの水素化はendo-テトラヒドロジシクロペンタジエンを与える。この化合物は塩化アルミニウムと共に昇温すると転位反応を起こしアダマンタンとなる。
ジシクロペンタジエンは重合反応におけるモノマーであり、ノルボルネン二重結合のみを利用しエチレンあるいはスチレンと共重合する。
また開環メタセシス重合により、ポリジシクロペンタジエンが得られる。
空気中で酸化されることがあるため、抗酸化剤ジブチルヒドロキシトルエン(BHT)存在下で保管するのが一般的である。